# Guardia imperiale austriaca
La Guardia imperiale austriaca o Kaiserliche Garde era la scorta personale dell'imperatore o dell'arciduca d'Austria.
Dopo il Compromesso fu raggruppata in un reggimento chiamato: K.u.K (kaiserlich und königlich).
La sua origine può essere fatta risalire al Rinascimento con l'affermarsi della Casa d'Asburgo nel Sacro Romano Impero, agli inizi era una guardia personale dell'imperatore, ma con l'avvento delle numerose guerre religiose del XVII secolo e le due guerre di successione del XVIII secolo.
A differenza delle unità della guardia degli altri stati dinastici, in realtà la guardia imperiale non fu mai un corpo da combattimento bensì una tipica istituzione di palazzo.
I suoi componenti erano tutti ufficiali di origine nobile, ad esempio il soldato semplice della Guardia corrispondeva al capitano dell'esercito comune.
Tradizionalmente il reggimento era diviso in varie compagnie:
- la guardia fanteria del corpo imperiale austriaca; (Leibgarde Infanterie-Kompanie)
- la guardia cavalleria del corpo imperiale austriaca; (Leibgardereiter-Eskadron)
- i trabanti; (k.k. Trabanten-Leibgarde)
- gli arcieri; (k.k. Erste Arcieren-Leibgarde)
- la guardia del corpo real ungherese. (k.u. Leibgarde)

Tradizionalmente ed idealmente a questa formazione quale reparto di protezione della dinastia  si affiancavano, come reparto da combattimento i reggimenti di kaiserjäger, o cacciatori imperiali.
Si trattava dei reparti di fanteria leggera a reclutamento regionale provenienti dal Tirolo, regione ritenuta fedelissima all'imperatore.
La guardia imperiale non esercitò mai la sua funzione, alla caduta della monarchia fu mestamente disciolta e i suoi componenti liberati dall'obbligo di fedeltà all'imperatore rifluirono nei nuovi stati nati dalla caduta dell'impero austro-ungarico.

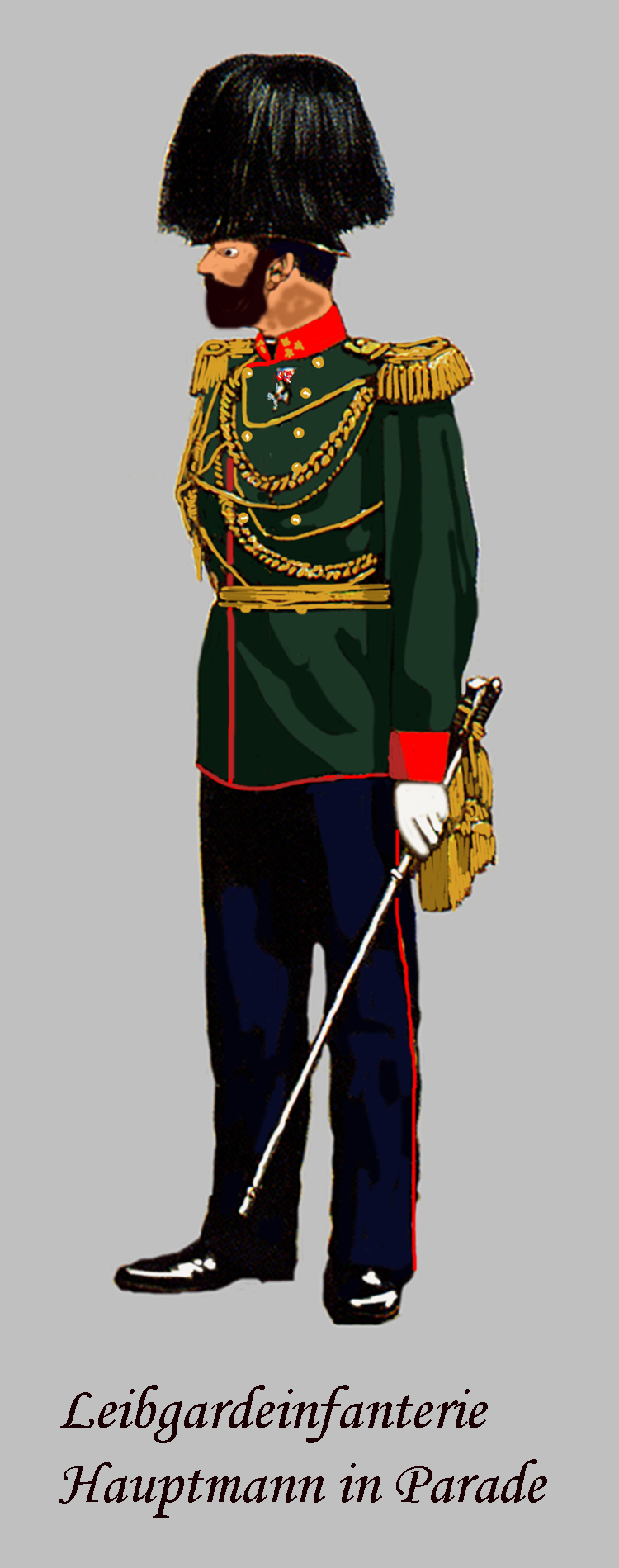
la guardia fanteria del corpo imperiale austriaca; (Leibgarde Infanterie-Kompanie)
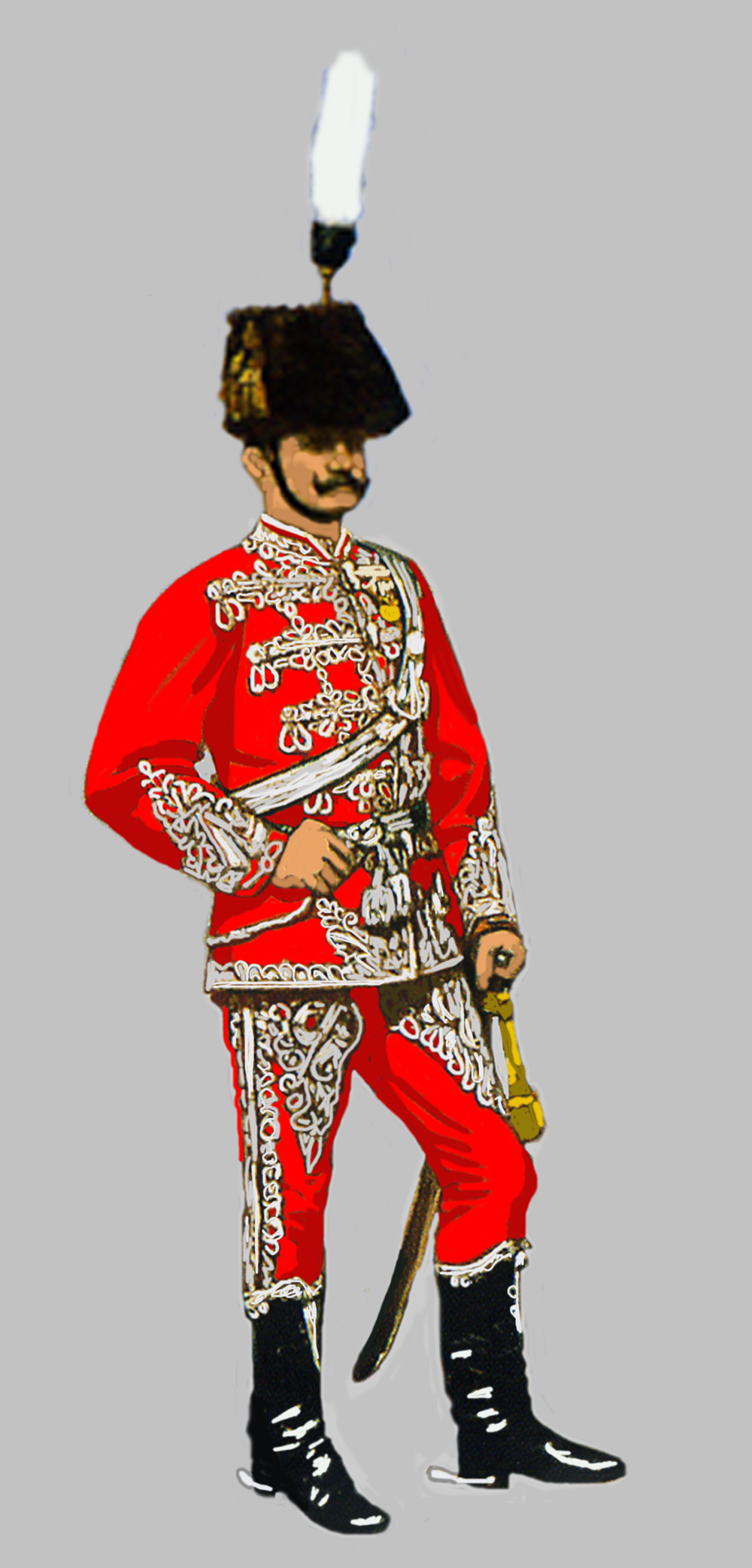
la guardia del corpo real ungherese -  k.u. Leibgarde in Hofdienst
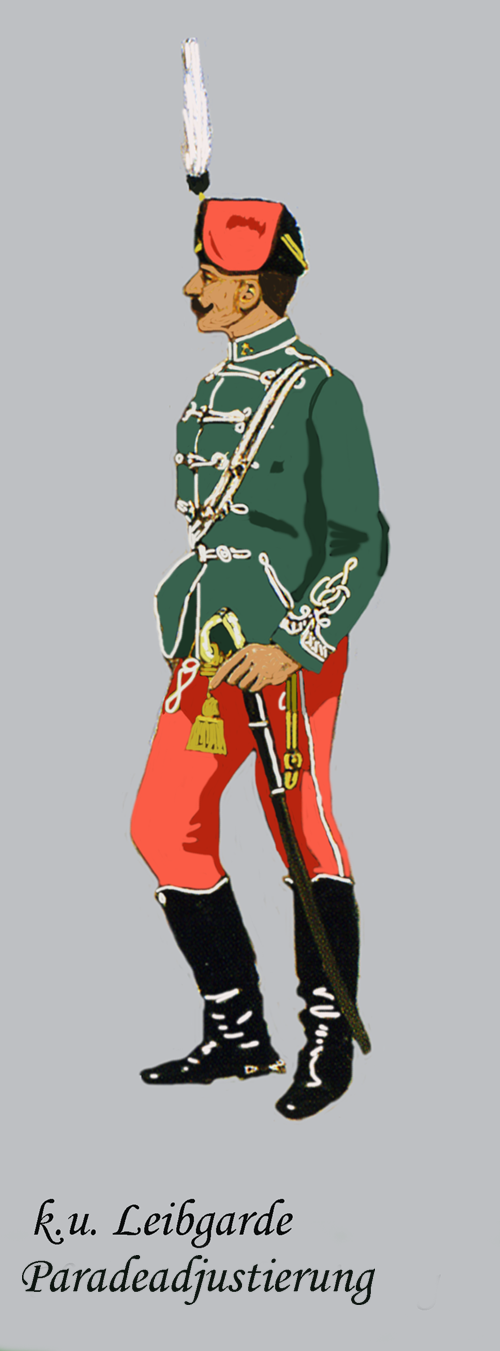
la guardia del corpo real ungherese - k.u. Leibgarde in Parade
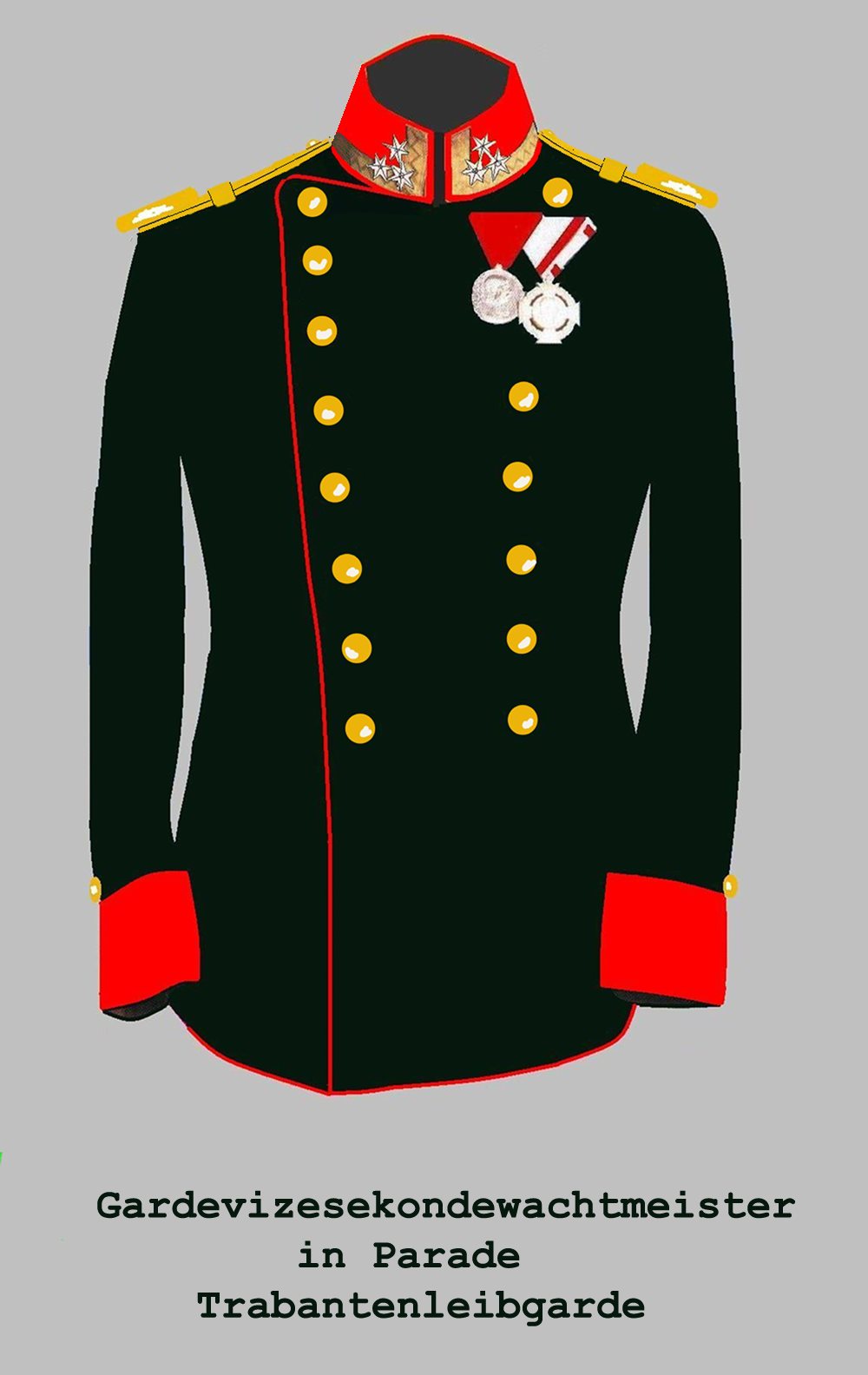
maresciallo della guardia trabanti (Mannschaft der Trabantenleibgarde zur Parade)
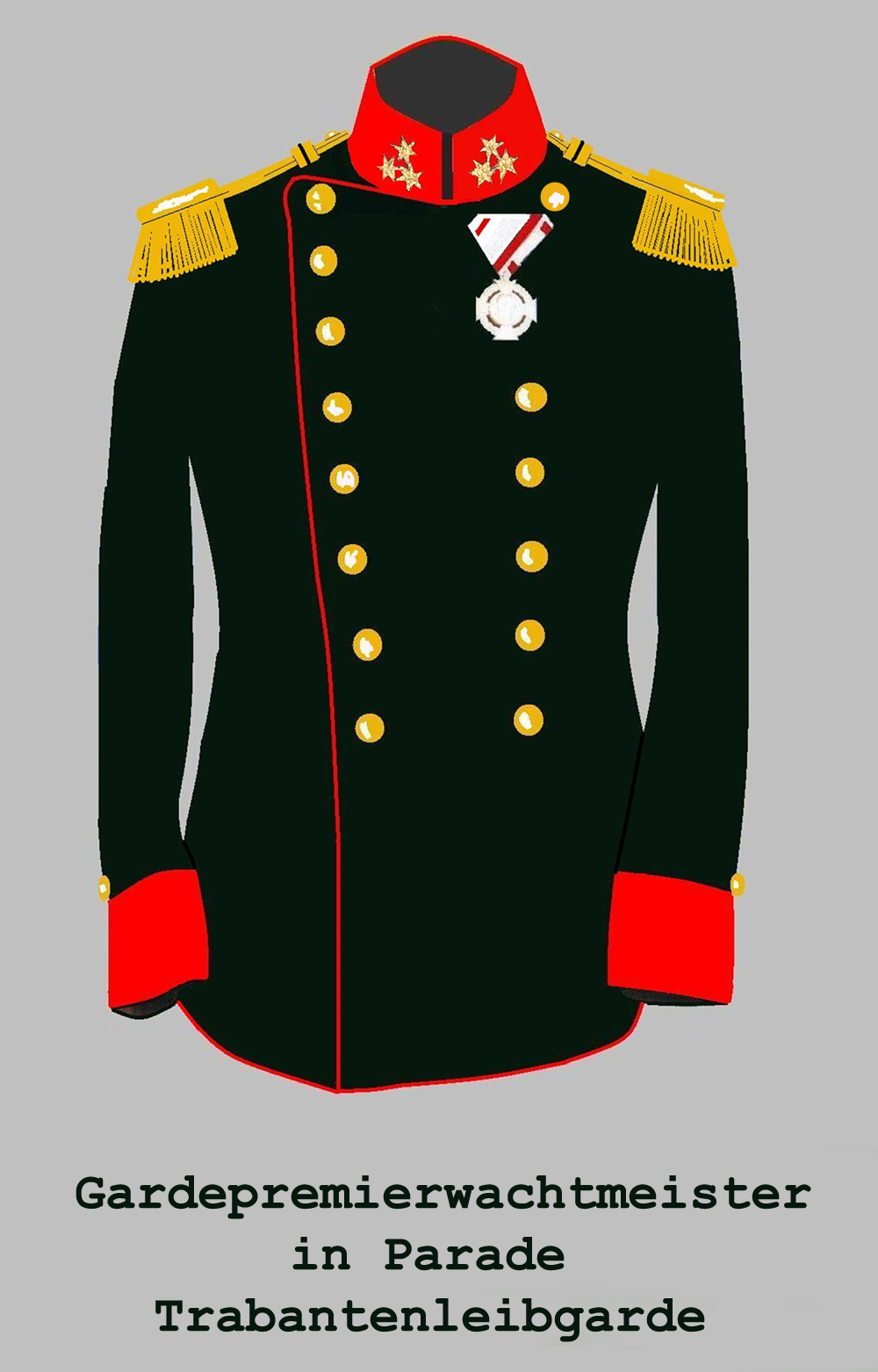
capitano della guardia trabanti (Offizier der Trabantenleibgarde zur Parade)
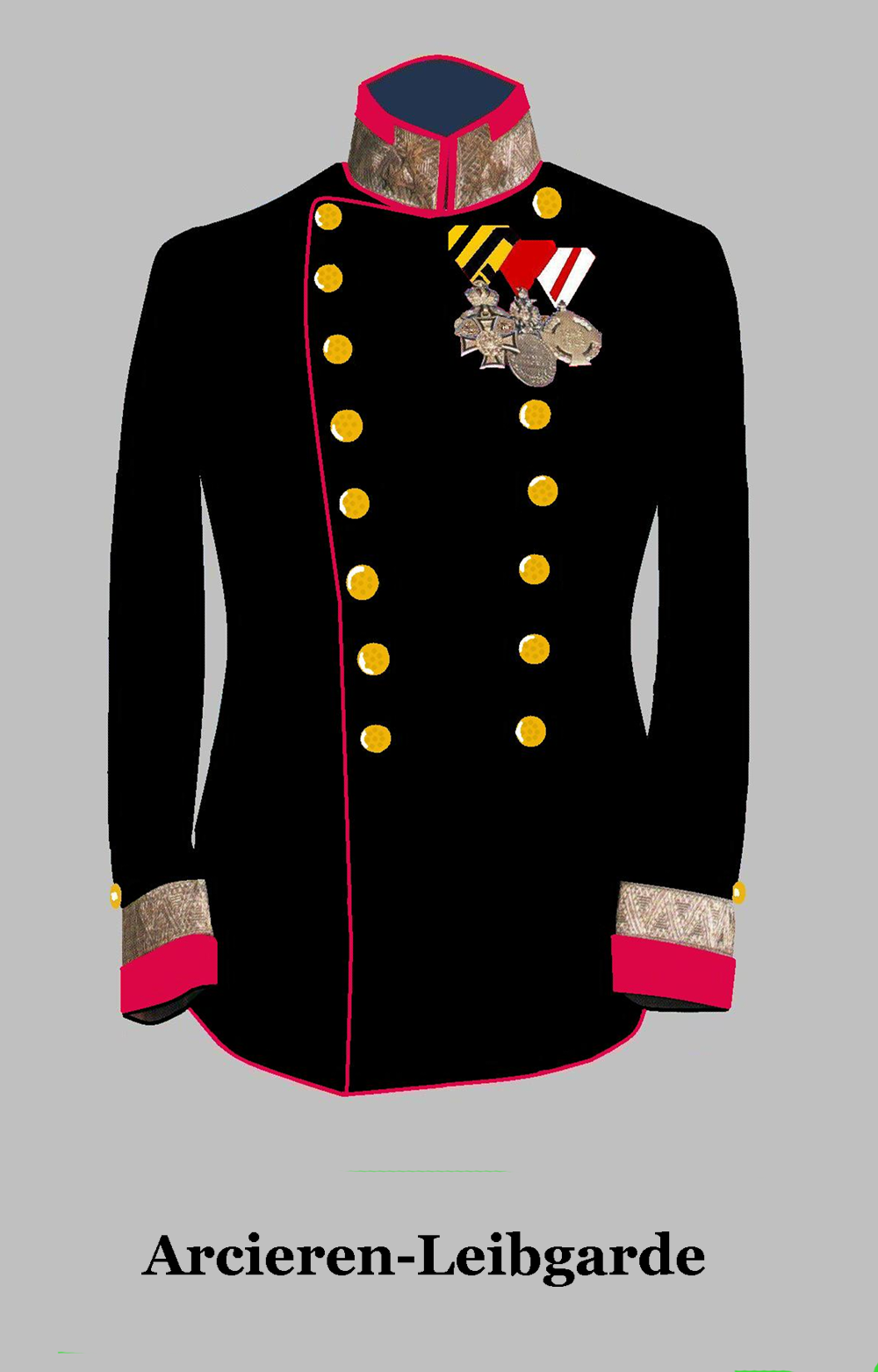
colonnello della guardia arcieri (Gardeleutnant-Oberst Arcièren Leibgarde)